# Ursus rossicus
Ursus rossicus (oso cavernario pequeño) es una especie extinta de oso que vivió en las regiones esteparias del norte de Eurasia y Siberia durante el Pleistoceno.

## Descubrimiento
Vereshchagin descubrió los primeros restos de U. rossicus en las montañas de Altái en 1973. Se encontraron mandíbulas del oso en Bachatsk Quarry, Krasni Yar (en la provincia de Tomsk) y Mokhovo Quarry; fragmentos de cráneo fueron encontrados en Krasni Yar.

## Descripción
El pequeño oso de las cavernas tenía un cráneo muy ancho y abovedado con una frente empinada. Su cuerpo robusto tenía muslos largos, espinillas macizas y pies que giraban, lo que lo hacía similar en estructura esquelética al oso pardo. Los osos cavernarios eran comparables en tamaño a los osos más grandes de la actualidad.

## Dieta
Los dientes de oso de las cavernas muestran un mayor desgaste que la mayoría de las especies de osos modernos, lo que sugiere una dieta de materiales resistentes. Sin embargo, los tubérculos y otros alimentos arenosos, que causan un desgaste distintivo de los dientes en los osos pardos modernos, no parecen haber constituido una parte importante de las dietas de los osos de las cavernas basándonos en el análisis de microondas dentales.
Las características morfológicas del aparato masticador de osos cavernario, incluida la pérdida de premolares, han sugerido durante mucho tiempo que sus dietas muestran una mayor alimentación herbívora que el oso pardo euroasiático. De hecho, se ha inferido una dieta exclusivamente vegetariana sobre la base de la morfología dental. Los resultados obtenidos en los isótopos estables de los huesos de los osos cavernarios también apuntan a que una dieta en gran parte vegetariana tiene bajos niveles de nitrógeno-15 y carbono-13, que los carnívoros acumulan más rápidamente que los herbívoros.
Los osos cavernarios de la última Edad de Hielo carecían de los dos o tres premolares habituales presentes en otros osos; para compensar, el último molar es muy alargado, con cúspides suplementarias.